# Pilisvörösvári tórendszer
A pilisvörösvári tórendszer öt mesterséges tó együttese a Pest vármegyei Pilisvörösvár közigazgatási területén, annak délkeleti részén. (A tórendszerhez régebben egy hatodik tó is tartozott, de annak területe már csak növényzettel benőtt ingovány, lényegében nyílt vízfelület nélkül.) Kialakulása a környéken egykor folytatott szénbányászattal függ össze, a mai tavak területéről bányászták ki ugyanis azt a nagy mennyiségű homokot, amellyel a pilisvörösvári Lipót-aknai bányaüzem, illetve kisebb részben a közeli egyéb bányaüzemek már kimerült, felhagyott vágatait iszapolták be. A tavakat ma szinte kizárólag horgászati és rekreációs célokra használják, az együttes vízfelületük mintegy 13 hektár.

## Kialakulása
A szénbányászat technológiájához szükségszerűen hozzátartozik, hogy ahogy a fejtés halad előre, a lefejtett, felhagyott vágatokat, bányatérségeket be kell tömedékelni és le kell zárni, a balesetveszély csökkentése érdekében. Erre már hosszú ideje leginkább apró szemcseméretű, finom homokot alkalmaznak, amit vízzel hígítva, nagy nyomással szivattyúznak be a felhagyott részekre. A munkához azonban olyan területet kell találni, ahol nagy mennyiségben áll rendelkezésre megfelelő tömedékanyag és viszonylag közel is van a bányához, hogy a szállítás költsége ne emelje irreális magasságokba a szükséges kiadásokat.
A pilisvörösvári bányaüzemek, így az 1901-től 1940-ig működő Lipót-akna és az 1920-as évek derekán megnyitott, rövidebb ideig üzemelő Új-akna bányatérségeinek felhagyott vágatait a helyi bányateleptől délre elterülő kis völgyből kitermelt homokkal iszapolták be. Az első itteni homokbányák 1902 körül kezdhették meg működésüket, a kitermelt homokot valószínűleg mindvégig szekéren szállították a felhasználási helyükhöz, nem ismertek olyan adatok Pilisvörösvárról, amelyek szerint ezt a munkafolyamatot gépesítették volna.
A bányák bezárása után ezekből a bányagödrökből alakult ki a völgy öt bányatava, és hasonló módon született néhány száz méterrel távolabb, már Pilisszentiván területen a Slötyi, minta környék legnagyobb bányatava is. A pilisvörösvári tavakat (melyeket a helyiek egy része ugyanúgy Slötyiknek hív, az iszapolást jelentő német Schlämmung szó sváb nyelvjárási változata nyomán, mint a hasonló pilisszentiváni tavat) a helyi horgászegyesület hasznosítja.

## A tavak

### A Nagy-tó

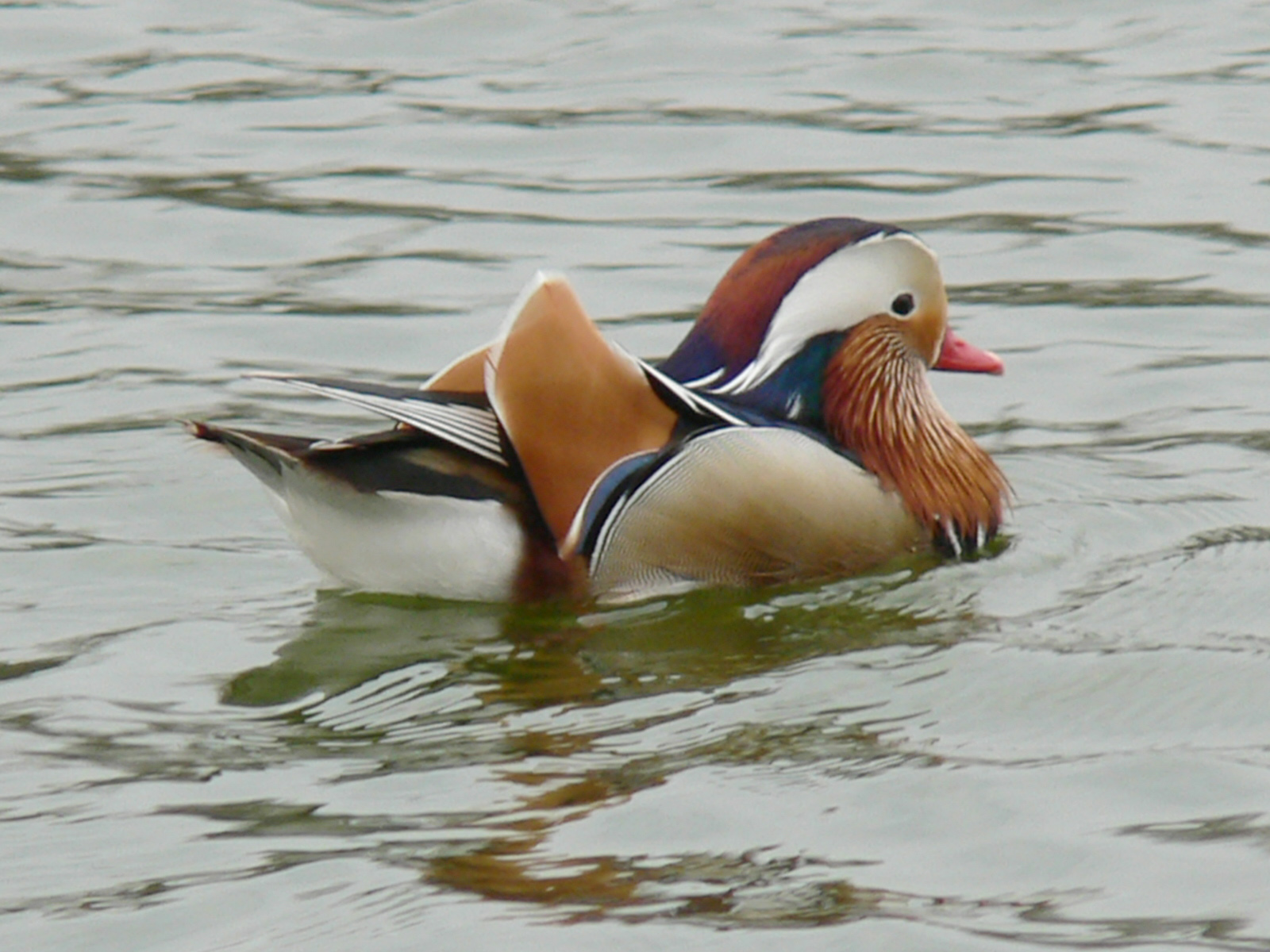
Mandarinréce a pilisvörösvári Nagy-tavon 2007 márciusában

A tórendszer legnagyobb, legnyugatabbi fekvésű tava, amely közvetlenül a 10-es útból nyíló Bányató utca mentén található, annak első kanyarjától nyugatra. Alakja durva közelítéssel megfelel egy 4:1 oldalarányú, sarkainál legömbölyített téglalapnak, melynek hosszanti tengelye körülbelül 10 óra – 4 óra irányú, és kiegészül egy nagyobbacska kiöblösödéssel a déli csücskénél. A tó teljesen körbejárható, földutakon vagy kellemes sétaúton, partján számos horgászviskó és kiépített horgászállás található. Bár a fürdés mind az öt tavon tiltott, ezen a tavon a melegebb nyári napokon fürdőzők is elő szoktak fordulni.
Érdekesség, hogy 2007 februárjában és márciusában több héten át tartózkodott a hazánkban rendkívül ritka kóborlónak számító mandarinréce egy példánya a Nagy-tavon.

### A Kacsa-tó

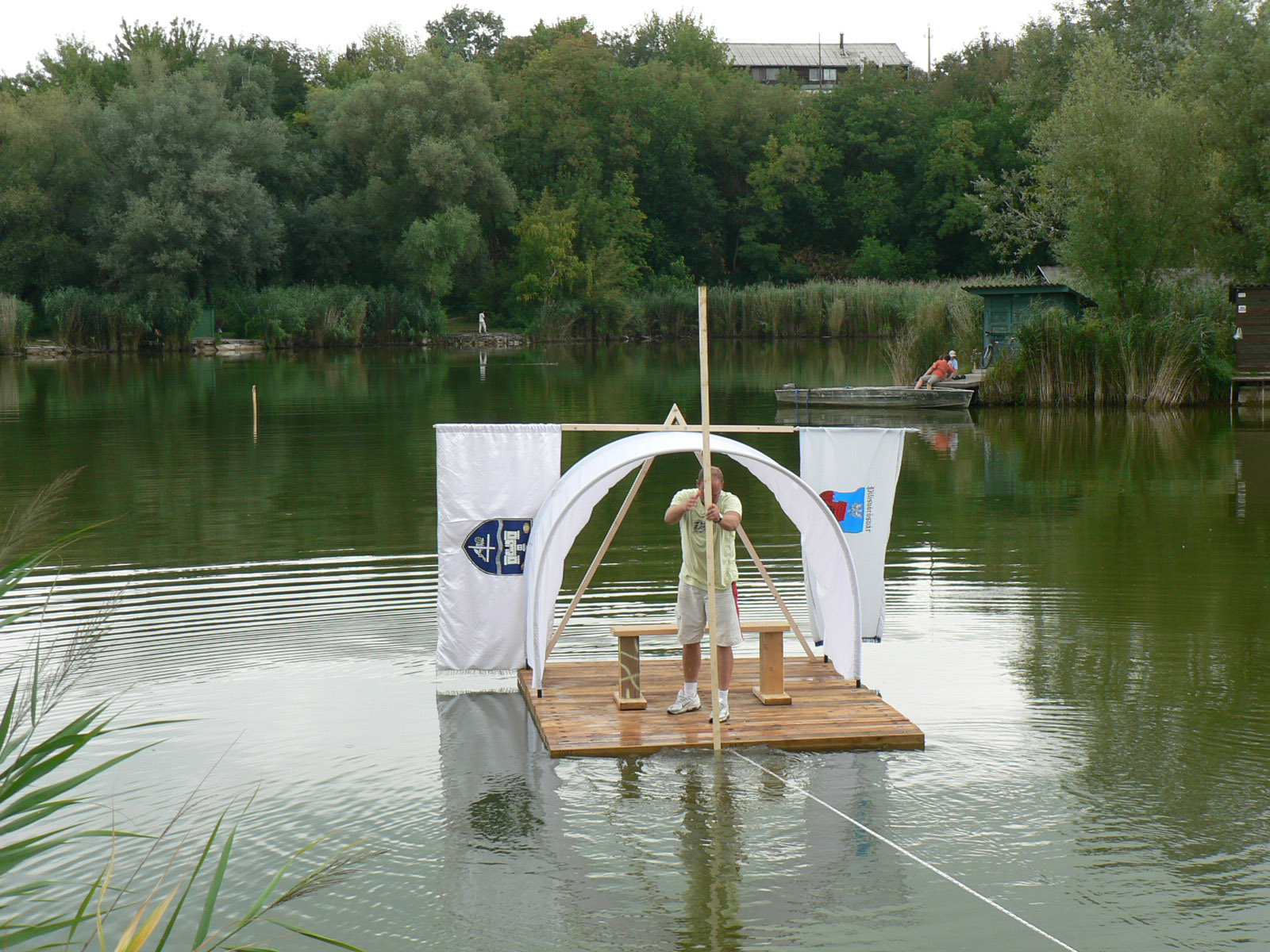
Tutajhúzó verseny 2007-ben a pilisvörösvári Kacsa-tavon

Nyugatról keleti irányban, illetve a 10-es út felől a városhatár irányában haladva is ez a tórendszer második tava, a Bányató utca mellett, attól bal kézre, keleti irányban. Formája kicsit egy pecsétnyomóhoz hasonlít, déli partja majdnem egyenes vonalban simul hozzá az első kanyarja után északnyugat-délkeleti irányba forduló Bányató utca vonalához, míg a pecsétnyomó „markolatánál”, az északi és északkeleti parton sűrű erdők határolják a tavat, parti sétaút ezen a részen nem található, legfeljebb horgászok által járt ösvény. A Kacsa-tó érdekessége, hogy a város önkormányzata 2007 óta itt rendez minden év augusztus 20-án tutajhúzó versenyt, annak emlékére, hogy a Pilisvörösvárt 1686 után benépesítő német telepesek különféle tutajszerű járművekkel érkeztek ide a Dunán, Németország különböző területeiről.

### A Kornéli-tó

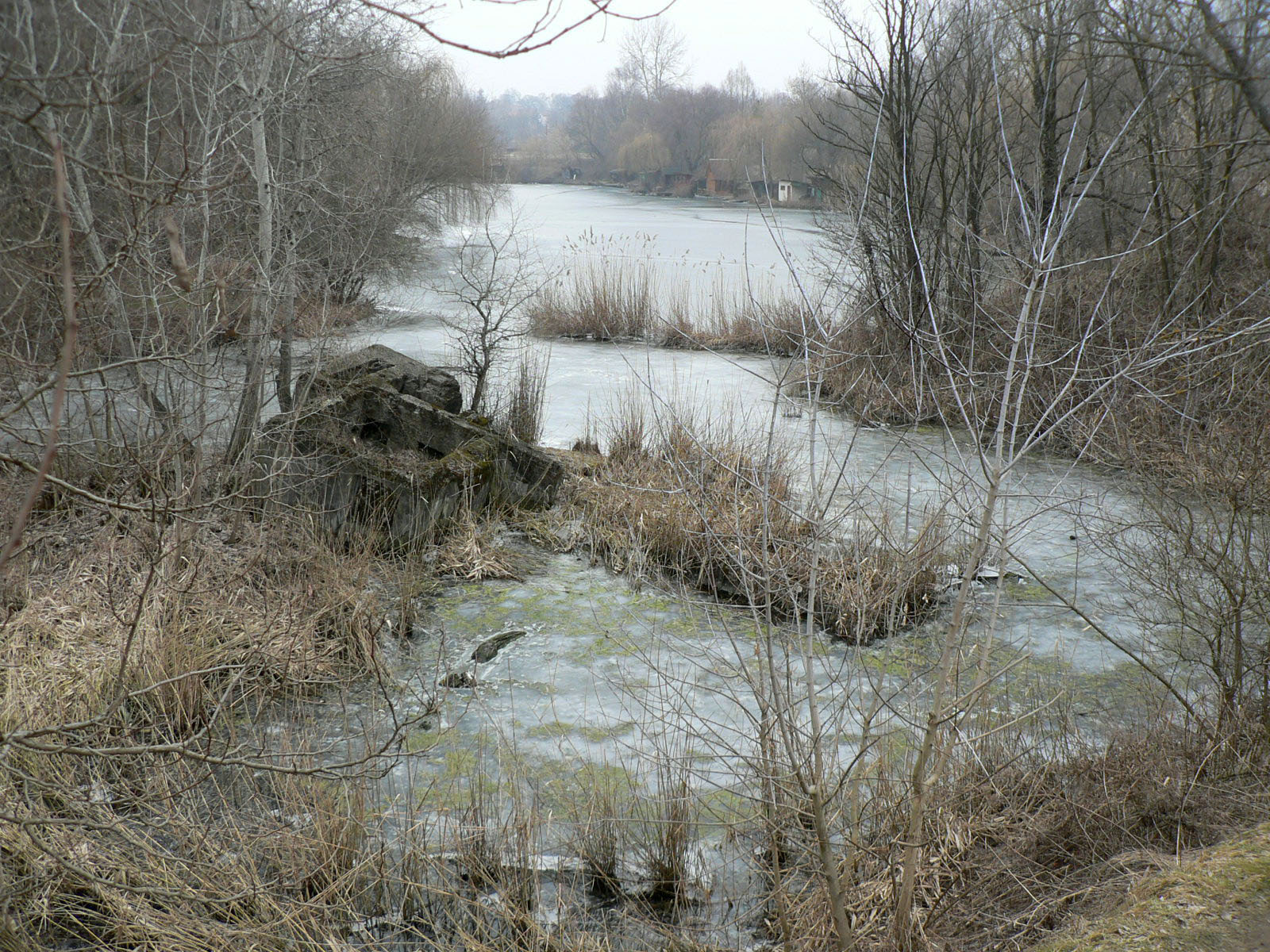
A Kornéli-tó délről nézve

A Kacsa-tó után következő harmadik tava a tórendszernek, attól délkeleti irányban fekszik, a Bányató utca túloldalán. Hosszan elnyúló, szabálytalan orsó alakú tó, amelynek a tengelye körülbelül 11 óra – 5 óra irányú. A többinél is rendezetlenebb környezetű tó, minden oldalról galériaerdő jellegű erdőfoltok övezik, és főleg a nyugati partján sűrűn sorakoznak a legkülönfélébb kivitelű horgász viskók, nem is tekinthető teljesen körbejárhatónak. Átfolyik rajta az Aranyhegyi-patak egy kis vízhozamú mellékága, és a legdélebbi csücskében egy félig vízbe merült építményrom is található a medrében; ennek eredete nem ismert, de összefügghet az egykori Új-aknai bányaüzemmel, amely akna nyitópontja pontosan e tó déli vége közelében volt. Nevének eredete nem ismert.

### A Pálya-tó
A Kornéli-tótól északkeletre helyezkedik el, a Kacsa-tótól az évekkel ezelőtt megszűnt autósmozi, illetve kemping felhagyott területe választja el. Szabálytalan alakú, ívben meghajló formájú tó, melynek déli részét még a környező utcák határolják, de az északi és keleti partján gyakorlatilag természetes erdő veszi körül. Ez a második legnagyobb tó, amelynek partját szintén elcsúfítja néhány horgászviskó és kiépített horgászállás. Vízszintje a déli partrészén elhelyezett zsilippel szabályozható. Átlagos vízmélysége 100–120 cm, ezzel a tórendszer legsekélyebb tavának tekinthető. Nevének eredete nem ismert; talán összefügghet azzal, hogy sekélysége miatt telente hamarabb alakul ki rajta korcsolyázásra alkalmas jég, mint a többi tavon.

### A Cigány-tó

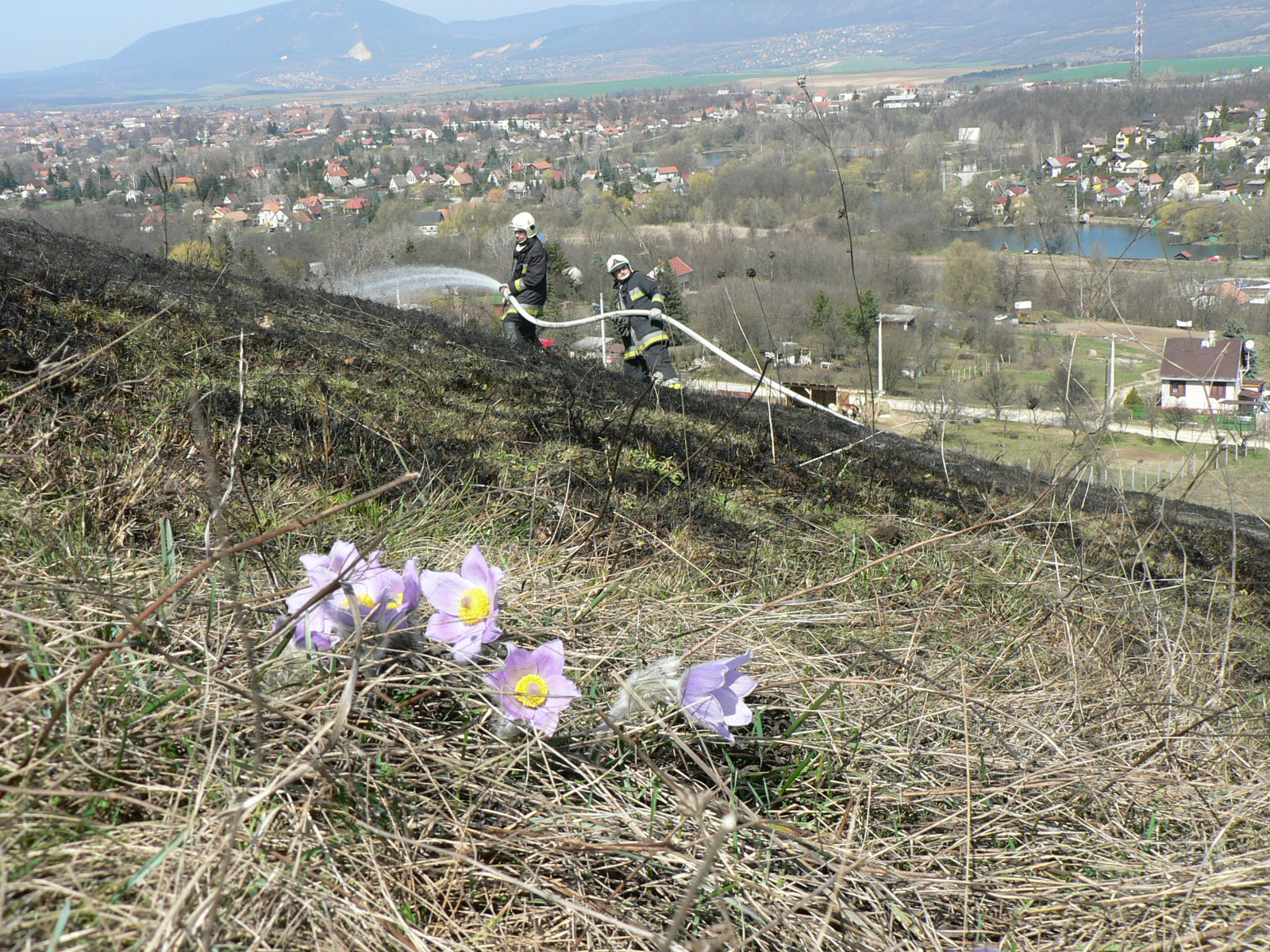
A Cigány-tó a solymári Szél-hegy felől nézve; a háttérben a Kornéli-tó és a Kacsa-tó egy része is felismerhető. Az előtérben tűzoltók oltanak aljnövényzet-tüzet

A tórendszer legdélibb és legkeletibb fekvésű tava, mely alig száz méterre található a solymári határtól. Szabálytalan ovális alakú vízfelületét észak felől a Sirály utca, a többi irányból nádasok és bokros-ligetes foltok határolják, partján elszórva található egy-két építmény. Ezen a tavon is átfolyik ugyanaz a patakág, amely a Kornéli-tavon is keresztülhalad, és amely a Cigány-tóból kilépve néhány tíz méter után ömlik bele az Aranyhegyi-patakba. A név eredete minden bizonnyal összefügg azzal, hogy a tó délkeleti végénél, a mai pilisvörösvári szennyvíztelephez vezető út két oldalán az 1970-es évek végéig egy kisebb cigánytelep volt.
A történelem során egyébként ez már a második tó Pilisvörösvárott, amely a Cigány-tó nevet viselte, korábban ugyanis – az 1928-as feltöltéséig – a mai Fürdő utca környékén létezett tavat nevezték így, szintén annak köszönhetően, hogy a megelőző időszakban a település azon részén volt a vörösvári cigánytelep. A tó felszámolását követően 1930. március 31-ével strandfürdő nyílt az egykori tó területén, egy 25 x 10 méteres medencével és fából ácsolt kabinsorral, Adelmann-féle strandfürdő néven. A fürdő néhány évig működött az 1930-as években, majd az 1950-es években szintén néhány évre újranyitották, de hamar felhagytak a működtetésével. A romos állapotú, békák ezrei által lakott medence egészen 2012-ig látható volt a területen, amikor is a tulajdonos elbontotta.

### A hatodik tó
A Kornéli-tó és a Cigány-tó között, az előbbitől déli, utóbbitól nyugati irányban található még egy hatodik mélyedés is, melynek formája és alapterülete is közel azonos a Cigány-tóéval. Ez azonban csak nádas-mocsaras ingovány, nyílt vízfelülettel gyakorlatilag sosem rendelkezik, ezért tóként nem is nagyon tartják számon, külön neve sem ismeretes. (Egy forrás ezt a hatodik tavat Nyújtó-tó névvel említi. Egy 1968-ból származó archív légifotóról úgy tűnik, hogy akkor még ezen a területen is volt nyílt vízfelület, illetve ez a mélyedés összeköttetésben állónak tűnt a Kornéli-tóval; 1970-re viszont ez a nyílt vízfelület már lényegében eltűnt.

## Hasznosítás
A tórendszert az 1957 óta működő Pilisvörösvári Horgász Egyesület kezeli, a szervezet végzi a horgásztatást és a rendszeres haltelepítést is. A tavakban a leggyakrabban telepített halfaj a ponty, de rendszeresen telepítenek vegyes fajú keszegféléket és ragadozó halakat (csukát és süllőt), továbbá előfordulnak még a korábban betelepített amur és busa, a két nagyobb tóban pedig a harcsa egyedei is. Megfelelő vastagságú és minőségű jégtakaró esetén lékhorgászatra is van itt lehetőség.

## Fejlesztési lehetőségek és problémák

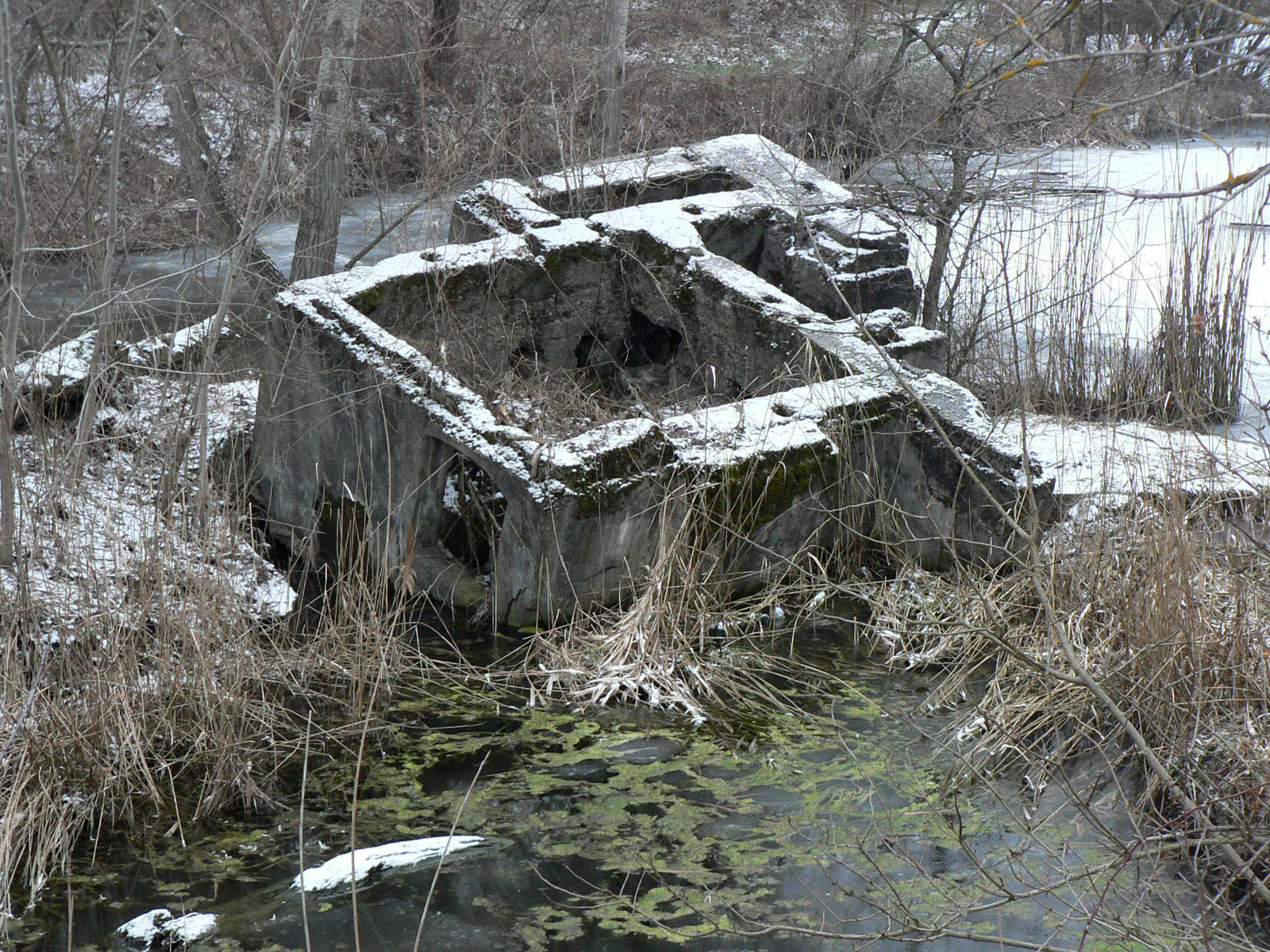
Ismeretlen eredetű épületrom a Kornéli-tó déli részében

A települési önkormányzatnak régóta szándéka a tavak környezetének rendezése, parkosítása, de a tórendszer fejlesztésének komoly gátat szabnak a tavak környékét érintő rendszerváltás előtti, nem körültekintően meghozott döntések. Ezek közé tartozik például, hogy a tavak körül egykor létezett szőlőskerteket a település vezetése a szocializmus idején kisajátította, és üdülőtelkek céljára értékesítette, csökkentve annak lehetőségét, hogy a tavak környéke közparkká válhasson. Gondot jelent az is, hogy a település rendezési terve valamennyi tó vízpartjától számítva mindössze 3 méteres védősávot rögzített abból a célból, hogy e sáv mentén az adott tó körbejárható legyen, ráadásul sok helyen ebbe a sávba is beleépültek, így a körbejárhatóságot is akadályozzák az ötletszerűen elhelyezkedő és tájképromboló kivitelű bódék. A városvezetés már 2000 körül megpróbálta elérni ezen bódék eltüntetését, arra hivatkozva, hogy az önkormányzat ismeretei szerint építési engedély nélkül létesültek, de átfogó eredmény nem született.
Bár a hazai bányatavakban a fürdés általában is tiltás alá esik, az itteni tavakban történő fürdés veszélyességét nagyban növeli, hogy az egykori homokbányák gépeinek, eszközeinek egy részét nem szállították el azok felhagyását követően, tehát sok ilyen eszköz maradt a gödrökben, és került aztán a kialakuló tavak mélyére, mivel az ilyenkor elvárható tereprendezés a második világháború kirobbanása miatt elmaradt. A tavak körüli ingatlanok egy részéről hosszú időn keresztül a szennyvíz is a tavakba folyt, közvetlenül vagy közvetve, de a Nagy-tó északi partja régen szeméttelepként is funkcionált, tehát azon a részen egy komolyabb parkosítás jelentős, előre nem tervezhető kiadásokkal járna, sőt – a területen tevékenykedő horgászok ismeretei szerint – akár lőszermentesítést is szükségessé tehetne.
2017-ben a város önkormányzata radikális lépésre szánta el magát annak érdekében, hogy a bányatavak környéke a település lakóinak életében a korábbinál sokkal jelentősebb szerepet tölthessen be, és megfelelő beruházások révén alkalmassá váljék pihenésre, sportolásra, rekreációs célokra és rendezvények befogadására is. Ennek jegyében a helyi képviselő-testület január 27-i határozatával nyilvános pályázatot hirdetett a tavak halgazdálkodási jogának haszonbérbeadás útján történő hasznosítására. A pályázati felhívás több speciális feltételt is tartalmaz, melyek mind azt a célt szolgálják, hogy a tavak körüli természetidegen építmények – bódék, stégek stb. – öt éven belül, 2022 áprilisáig elbontásra kerüljenek. Ennek értelmében például a nyertes pályázó ezentúl nem engedélyezheti a horgászatot annak, aki nem köt az önkormányzattal közjegyző előtt megállapodást arról, hogy vállalja a tulajdonában álló tóparti építmény fenti határidőig történő elbontását. Ugyancsak a bányatavakra vonatkozott a képviselő-testület 2017. évi első határozata is, melyben a tórendszer környékének fejlesztésére vonatkozó hosszútávú koncepciótervet fogadták el. A koncepcióterv lényege, hogy a tavak környéke egyfajta városligetté válhasson, úgy, hogy a horgászati funkció azért továbbra is mind az öt tavon megmarad.

## Külső hivatkozások
- Képsorozat a befagyott pilisvörösvári bányatavakról a Kárpátutak3 blogban